# Classun
Classun es una comuna francesa situada en el departamento de Landas, en la región de Nueva Aquitania.

## Demografía
| 212 | 189 | 175 | 156 | 156 | 180 | 258 |
| Para los censos de 1962 a 1999 la población legal corresponde a la población sin duplicidades (Fuente: INSEE [Consultar]) |     |     |     |     |     |     |